# 1977 no carnaval
Nesta página encontrará referências aos acontecimentos directamente relacionados com o carnaval ocorridos durante o ano de 1996.

## Eventos
- O GRES Beija-Flor de Nilópolis conquista o bicampeonato do carnaval carioca, tendo como vice-campeã a Portela.
- O GRESM Camisa Verde e Branco é Tetra-Campeão do carnaval da cidade de São Paulo[1] com enredo "Narainã, a alvorada dos pássaros".

## Nascimentos
| Data | Nome | Profissão | Nacionalidade | Observações | Ref |
| ---- | ---- | --------- | ------------- | ----------- | --- |

## Mortes
| Data | Nome | Profissão | Nacionalidade | Observações | Ref |
| ---- | ---- | --------- | ------------- | ----------- | --- |